# Tarsistes philippii
Tarsistes philippii és un peix de la família dels rinobàtids i de l'ordre dels rajiformes,
present a les costes de Xile. És una espècie marina.